# پژوورسک
پژوورسک (به لهستانی:  Przeworsk) یک منطقهٔ مسکونی در لهستان است که در شهرستان پژوورسک واقع شده‌است. پژوورسک ۲۱٫۹۸ کیلومتر مربع مساحت و ۱۵٬۷۴۷ نفر جمعیت دارد و ۲۰۰ متر بالاتر از سطح دریا واقع شده‌است.

## خواهرخوانده
شهر ملنیک (جمهوری چک) خواهرخواندهٔ پژوورسک هست.